# Dastar Bandi
El Dastar Bandi (en hindi: दस्तार बंदी) es una ceremonia y una celebración sikh, en muchas familias sikhs, cuando un chico alcanza cierta edad (generalmente de once a dieciséis años), es llevado a una Gurdwara cercana, y allí, en presencia del Gurú Granth Sahib Ji, y después de las oraciones habituales, su primer turbante será ceremonialmente atado por el Granthi, un pariente mayor, o bien otro anciano sikh.
El anciano le explicará al muchacho, la importancia de dejar crecer su cabello, y de usar el turbante. Esta ceremonia muestra cómo el pueblo sikh observa con respeto al turbante. El turbante (Dastar) es un artículo crucial de la fe de los sikhs, de hecho muchos sikhs lo consideran un mandamiento más importante que los demás. Los turbantes pueden ser de cualquier color, se puede atar de muchas maneras diferentes, y pueden ser de estilos diferentes también.
Después de la ceremonia del Dastar Bandi, y de su iniciación en la Khalsa, el joven sikh cumplirá con cinco mandamientos, (las 5 K) referentes a su apariencia cotidiana.
Primer mandamiento: debe dejarse crecer el pelo, cubrirse el cabello, y no cortarselo nunca. (kesh).
Segundo mandamiento: debe llevar una pulsera de acero llamada kara, alrededor de su muñeca.
Tercer mandamiento: debe usar un peine de madera, llamado kanga, para peinarse el cabello.
Cuarto mandamiento: debe usar como ropa interior, unos calzoncillos de algodón llamados kachera.
Quinto mandamiento: debe llevar siempre una daga de acero, llamada kirpan, que se usa para la autodefensa, y por motivos religiosos.